# 49.º distrito electoral de Chile (1990-2018)

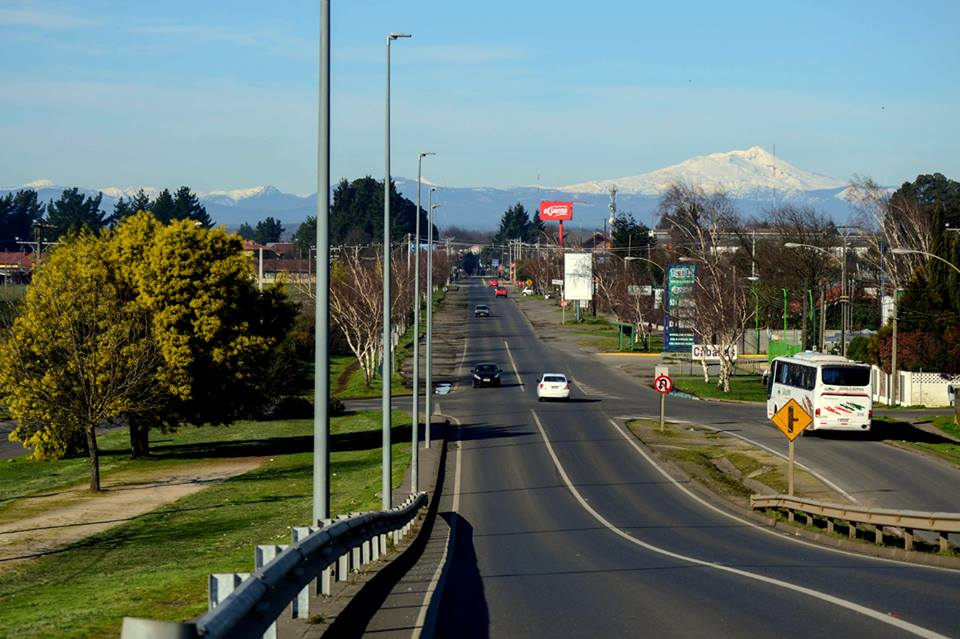
Victoria, con 40.000 habitantes es la ciudad más importante y poblada del distrito

El Distrito Electoral N° 49 fue una demarcación territorial de carácter electoral correspondiente a la división electoral del territorio de Chile, vigente entre 1990 y 2018, que junto a los distritos 48, 50, 51 y 52 dividían la Región de La Araucanía. El Distrito N° 49 conformaba junto al Distrito N° 48 la XIV Circunscripción Senatorial Araucanía Norte.
La población del distrito alcanzaba una población de 153.093 habitantes a 2016, siendo las comunas más importantes en términos demográficos, Victoria, Lautaro y Vilcún. La superficie territorial es de 11.162,2 km². El distrito era eminentemente rural, sus actividades eran la agricultura, la ganadería y el sector forestal en las comunas del sector poniente, como Galvarino, Lautaro y Perquenco. En menor medida la actividad industrial presente en la comuna de Lautaro. 
Los diputados para el LIV periodo legislativo del Congreso Nacional, comprendido entre el 11 de marzo de 2014 y el 11 de marzo de 2018, fueron Fuad Chahín Valenzuela (DC) y Diego Paulsen Kehr (RN).

## Composición
El distrito estuvo compuesto por comunas de las provincias de Malleco y Cautín.
- Curacautín, Malleco
- Galvarino, Cautín
- Lautaro, Cautín
- Lonquimay, Malleco
- Melipeuco, Cautín
- Perquenco, Cautín
- Victoria, Malleco
- Vilcún, Cautín

## Historia electoral
El distrito electoral N° 49 ha sido una zona muy proclive a la Alianza al igual que la Región de La Araucanía, aunque se elegía un diputado por la Concertación (o Nueva Mayoría) y el otro por la Alianza (o Chile Vamos), debido al sistema binominal.
Los diputados del distrito 49 han sido:
- 1990-1994: Roberto Muñoz Barra (IND-SDCH), José Antonio Galilea Vidaurre (RN)
- 1994-1998: Miguel Hernández Saffirio (DC), José Antonio Galilea Vidaurre (RN)
- 1998-2002: Miguel Hernández Saffirio (DC), José Antonio Galilea Vidaurre (RN)
- 2002-2006: Jaime Quintana Leal (PPD), José Antonio Galilea Vidaurre (RN)
- 2006-2010: Jaime Quintana Leal (PPD), Enrique Estay Peñaloza (UDI)
- 2010-2014: Fuad Chahín Valenzuela (DC), Enrique Estay Peñaloza (UDI)
- 2014-2018: Fuad Chahín Valenzuela (DC), Diego Paulsen Kehr (RN)

## Nueva división electoral
Desde las elecciones de noviembre de 2017 el distrito 49 y 48 conforma el nuevo distrito N° 21 que elige a  cuatro diputados.
- Datos: Q30912328